# Garra nigricollis
Garra nigricollis är en fiskart som beskrevs av Kullander och Fang 2004. Garra nigricollis ingår i släktet Garra och familjen karpfiskar. IUCN kategoriserar arten globalt som otillräckligt studerad. Inga underarter finns listade i Catalogue of Life.